# گور هاکوبیان

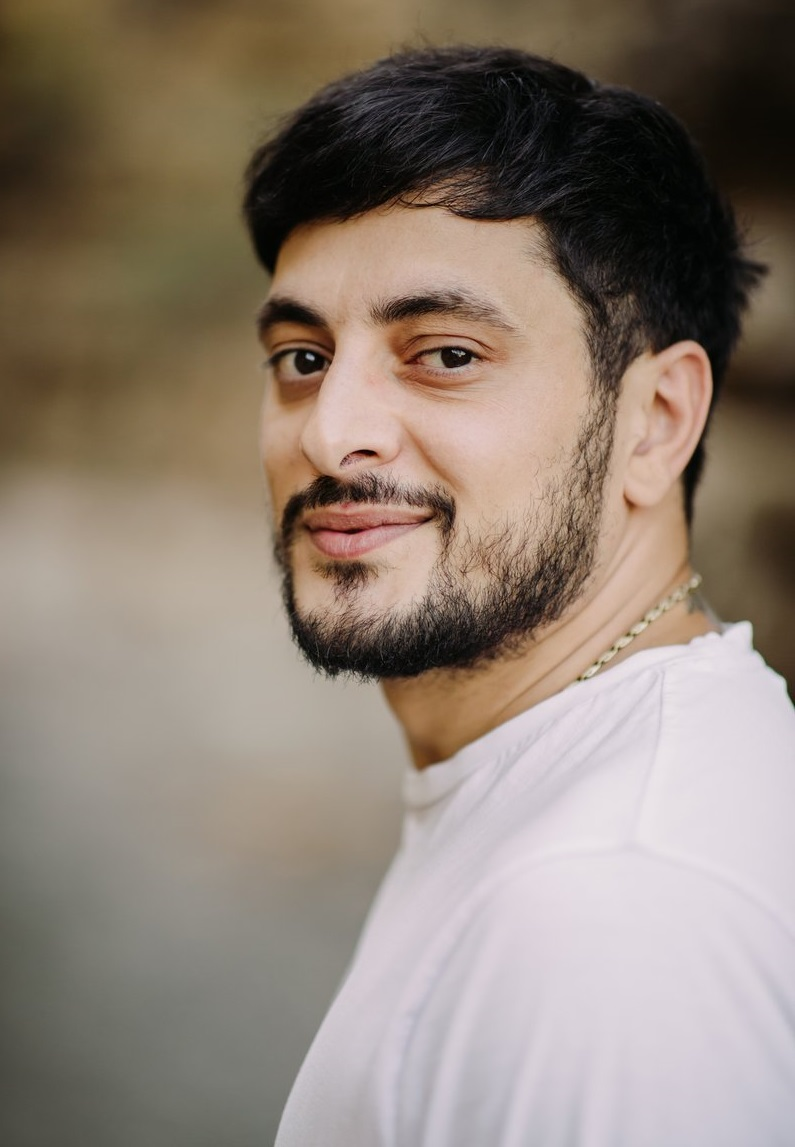

گور هاکوبیان (ارمنی: Գոռ Հակոբյան) یک خواننده، بازیگر و سخن‌پراکن اهل ارمنستان است. وی از سال ۲۰۰۹ میلادی تاکنون مشغول فعالیت بوده‌است.

## گزیده فیلمشناسی
از فیلم و مجموعه‌هایی که وی در آن نقش آفرینی کرده‌است می‌توان به فول هاوس اشاره کرد.